# Christian Hafner
Christian Hafner (* 19. Juni 1972 in Bozen) ist ein ehemaliger italienischer Naturbahnrodler, der vor allem im Doppelsitzer erfolgreich war. Er startete bis 1996  mit Jürgen Pezzi und von 1997 bis Ende 1999 mit Martin Psenner. Insgesamt gewann er vier Weltcuprennen sowie drei Silber- und eine Bronzemedaille bei Welt- und Europameisterschaften. Bei Junioreneuropameisterschaften gewann er neben je einer Gold- und Bronzemedaille im Doppelsitzer auch eine Bronzemedaille im Einsitzer.

## Karriere
Christian Hafner nahm 1990 und 1991 an zwei Junioreneuropameisterschaften teil. 1990 gewann er die Bronzemedaille im Einsitzer und mit Jürgen Pezzi die Goldmedaille im Doppelsitzer. 1991 gewann er Bronze mit Pezzi im Doppelsitzer, fiel aber im Einsitzer aus. 1991 nahmen Hafner und Pezzi in Völs auch erstmals an einer Europameisterschaft in der Allgemeinen Klasse teil und erzielten den vierten Rang. Im Einsitzer startete Hafner vorerst nicht bei Welt- und Europameisterschaften. Im Jahr 1992 erreichten Hafner/Pezzi den zweiten Platz im Europapokal in Olang und 1993 gewannen sie hinter Almir Betemps und Corrado Herin die Silbermedaille bei der Europameisterschaft in Stein an der Enns. 1994 folgte in Gsies der erste Start bei einer Weltmeisterschaft, wo sie ebenfalls die Silbermedaille gewannen, diesmal hinter Manfred Gräber und Günther Steinhauser. 
Ab der Saison 1994/1995 waren Christian Hafner und Jürgen Pezzi auch im Weltcup erfolgreich. Ihre ersten Podestplätze erzielten sie im Februar 1995 in Kreuth (dritter Rang) und Stein an der Enns (zweiter Rang), womit sie in diesem Winter den dritten Platz im Doppelsitzer-Gesamtweltcup erreichten. Dritte wurden Hafner/Pezzi auch bei der Europameisterschaft 1995 in Kandalakscha. Hier startete Christian Hafner auch im Einsitzer und erzielte den sechsten Platz. Im folgenden Winter erreichten Hafner/Pezzi zunächst keinen Podestplatz im Weltcup und auch bei der Weltmeisterschaft 1996 in Oberperfuss blieben sie mit Rang fünf hinter den Medaillenrängen. Im vorletzten Weltcuprennen der Saison 1995/1996 in Latsch standen sie als Dritte aber wieder auf dem Podest und eine Woche später feierten sie im Weltcupfinale in Stange zum Abschluss ihrer gemeinsamen Karriere ihren ersten Weltcupsieg.
Jürgen Pezzi beendete danach seine Karriere und Christian Hafner startete ab Mitte des nächsten Winters zusammen mit Martin Psenner, der mehrere Jahre mit Arthur Künig gefahren war und die ersten Weltcuprennen der Saison 1996/1997 mit Anton Blasbichler bestritten hatte, im Doppelsitzer. Martin Psenner war bis zu diesem Zeitpunkt ähnlich erfolgreich wie Christian Hafner gewesen und gemeinsam konnten sie direkt an ihre früheren Ergebnisse anschließen. Sie gewannen bei der Europameisterschaft 1997 in Moos in Passeier hinter dem österreichischen Duo Helmut und Andi Ruetz die Silbermedaille – im Einsitzer wurde Christian Hafner Achter – und feierten am Ende der Saison 1996/1997 in Garmisch-Partenkirchen ihren ersten gemeinsamen Weltcupsieg. Wie für Hafner war es auch für Psenner der insgesamt zweite Weltcupsieg.
In der Saison 1997/1998 folgten neben einem zweiten Platz in Oberperfuss und einem dritten Rang in Železniki zwei weitere Weltcupsiege am Kronplatz und in Mölten, womit sie sich im Gesamtweltcup nur den Ruetz-Brüdern geschlagen geben mussten. Bei der Weltmeisterschaft 1998 in Rautavaara belegten Hafner/Psenner jedoch nur den fünften Platz. In der Saison 1998/1999 nahmen Christian Hafner und Martin Psenner nur noch an den ersten drei der sechs Weltcuprennen teil, fuhren dabei zweimal auf das Podest und wurden noch Sechste im Gesamtweltcup. An der Europameisterschaft 1999 nahmen sie nicht teil. Ihr letztes gemeinsames Weltcuprennen – und für Christian Hafner das letzte überhaupt – bestritten sie zu Beginn der Saison 1999/2000 in Oberperfuss, wo sie Dritte wurden. Während Martin Psenner danach einige Jahre ausschließlich im Einsitzer startete und erst später auch wieder an Doppelsitzerrennen teilnahm, beendete Christian Hafner nach diesem Rennen seine Karriere.

## Sportliche Erfolge

### Weltmeisterschaften
- Gsies 1994: 2. Doppelsitzer (mit Jürgen Pezzi)
- Oberperfuss 1996: 5. Doppelsitzer (mit Jürgen Pezzi)
- Rautavaara 1998: 5. Doppelsitzer (mit Martin Psenner)

### Europameisterschaften
- Völs 1991: 4. Doppelsitzer (mit Jürgen Pezzi)
- Stein an der Enns 1993: 2. Doppelsitzer (mit Jürgen Pezzi)
- Kandalakscha 1995: 6. Einsitzer, 3. Doppelsitzer (mit Jürgen Pezzi)
- Moos in Passeier 1997: 8. Einsitzer, 2. Doppelsitzer (mit Martin Psenner)

### Junioreneuropameisterschaften
- Železniki 1990: 3. Einsitzer, 1. Doppelsitzer (mit Jürgen Pezzi)
- Kandalakscha 1991: 3. Doppelsitzer (mit Jürgen Pezzi)

### Weltcup
- 2. Platz im Doppelsitzer-Gesamtweltcup in der Saison 1997/1998 (mit Martin Psenner)
- 3. Platz im Doppelsitzer-Gesamtweltcup in der Saison 1994/1995 (mit Jürgen Pezzi)
- 12 Podestplätze, davon 4 Siege:

| Datum            | Ort                    | Land        | Disziplin    |
| ---------------- | ---------------------- | ----------- | ------------ |
| 11. Februar 1996 | Stange                 | Italien     | Doppelsitzer |
| 16. Februar 1997 | Garmisch-Partenkirchen | Deutschland | Doppelsitzer |
| 18. Januar 1998  | Kronplatz              | Italien     | Doppelsitzer |
| 15. Februar 1998 | Mölten                 | Italien     | Doppelsitzer |

### Europapokal
- 2. Platz im Doppelsitzer 1992 (mit Jürgen Pezzi)

### Italienische Meisterschaften
- Italienischer Meister im Doppelsitzer 1998 (mit Martin Psenner)[1]